# John Lubbock, 1. Baron Avebury

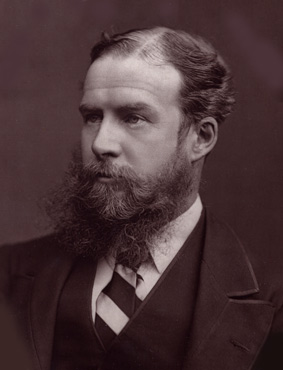
John Lubbock (Foto, zwischen 1876 und 1880)

John Lubbock, 1. Baron Avebury, PC FRS (* 30. April 1834 in London; † 28. Mai 1913 in Kingsgate Castle, Broadstairs, Kent) war ein bedeutender britischer Anthropologe, Paläontologe, Botaniker und Entomologe.

## Leben
Lubbock war der älteste Sohn des Sir John William Lubbock, 3. Baronet (of Lammas), eines Astronomen, Bankiers, Mathematikers und Physikers, aus dessen Ehe mit Harriet Hotham († 1873). Die Familie wohnte in einem Haus am Eaton Place Nr. 29. Er hatte zehn Geschwister. Der Vater war durch Erbschaft in die Führung des Geschäfts- und Bankhauses Lubbock & Co. gekommen und widmete sich mehr den Wissenschaften als den Geldgeschäften. Bei dessen Tod 1865 ging dessen Adelstitel als 4. Baronet, of Lammas, an Lubbock über. Bereits als kleiner Junge interessierte er sich sehr für Insekten. Im Alter von acht Jahren kam er 1842 zunächst zu einem Privatlehrer in der Abingdon Abbey und hatte dort aristokratische Mitschüler, zu denen unter anderem drei Söhne des 5. Duke of Buccleuch, drei Söhne des 4. Earl of Dartmouth, der Sohn des 6. Earl of Chesterfield gehörten. Von 1845 bis 1848 besuchte er das Eton College. Im Jahr 1848 entschied sich sein Vater ihn von der Schule zu nehmen, da sich der Gesundheitszustand zweier Geschäftspartner sehr verschlechtert hatte. Er hätte sich einen anderen Lehrjungen suchen können, doch entschied er sich dafür, seinen ältesten Sohn in das Bankgeschäft einzuführen, um den Vater zu unterstützen. Das Bankgeschäft firmierte zu jener Zeit unter dem Namen „Lubbock, Forster & Co.“ Die Geschäftspartner waren bald danach verstorben. Einige Jahre schlossen sie sich „Robarts, Curtis & Co.“ an. 1849 begann Lubbock seine Ausbildung und wurde später Bankier in London. Er führte vielfache Verbesserungen im Bankwesen durch.
Von 1861 bis 1865 lebte er mit seiner Familie in Chislehurst. Nach dem Tod des Vaters kehrten sie auf seinen Familiensitz in High Elms in Farnborough zurück. Er war ein versierter Amateurwissenschaftler und verfasste als Autor mehrere Bücher, die in viele Sprachen übersetzt wurden.

## Forschungen
In seiner Kindheit zog die Familie von Charles Darwin in die Nachbarschaft (Down House), sie wurden bald enge Freunde und er interessierte sich für die Ideen Darwins. 1850 hielt Lubbock seinen ersten Vortrag in Down, der von den Dorfbewohnern gut besucht wurde. Darwin veranlasste seinen Vater, ihm ein Mikroskop zu schenken und ließ den jungen Mann für seine Bücher Zeichnungen anfertigen. So befasste sich Lubbock in seiner ersten wissenschaftlichen Arbeit mit einigen der Sammlungen Darwins. Sie wurde im Januar 1853 im Natural History Magazine veröffentlicht. Am bekanntesten ist er durch seine zoologischen, physiologischen und archäologischen Arbeiten geworden.
Auf ihn gehen die Begriffe Paläolithikum und Neolithikum zurück. Er definierte das Paläolithikum als die Epoche des geschlagenen Steins, das Neolithikum durch die Verwendung geschliffenen Steins (Steinbeile). Mit seiner Unterscheidung der Funde aus den glazialen Moränen (drift) und den dänischen Muschelhaufen nahm er auch die Trennung zwischen Paläolithikum und Mesolithikum vorweg, die auf Hodder M. Westropp (1866) zurückgeht. Zusammen mit dem Sammler John Evans gelang ihm der Erwerb von Fundstücken aus Hallstatt.
Er befasste sich auch mit Insektenkunde (auch als Paläontologe) und Botanik. Für die Ray Society verfasste er eine Monographie über Springschwänze (Collembola) und Zottenschwänze (Thysanura).

## Politik
1870 wurde er als Abgeordneter der Liberal Party für das Borough Maidstone ins House of Commons gewählt. Er hatte dieses Mandat bis 1880 inne und war anschließend bis 1900 Abgeordneter für die Universität London, an der er früher als Vizekanzler fungiert hatte. 1890 wurde er ins Privy Council aufgenommen. Am 22. Januar 1900 wurde er aufgrund seiner Verdienste als Baron Avebury, of Avebury in the County of Wilts, zum erblichen Peer erhoben und damit auf Lebenszeit Mitglied des House of Lords.
Von 1889 bis 1890 war er auch stellvertretender Vorsitzender und von Juli 1890 bis 1892 Vorsitzender des London County Council, er war dort der Nachfolger von Lord Rosebery.

## Ehrungen und Mitgliedschaften
- Seit 1849 war er Mitglied der Royal Institution of Great Britain und nahm 1853 an einem Treffen der British Association teil.
- 1855 trat er der Geological Society bei.
- 1857 wurde er Fellow der Royal Society.
- 1895 wurde er zum assoziierten Mitglied der Königlichen Akademie der Wissenschaften und Schönen Künste von Belgien gewählt
- Er war nacheinander Präsident der Ethnologischen und Entomologischen Gesellschaft, ebenso des Anthropologischen Instituts und Vizepräsident der British Association.
- Er war korrespondierendes Mitglied der Berliner Gesellschaft für Anthropologie, Ethnologie und Urgeschichte und 1910 korrespondierendes Mitglied der Académie des sciences in Paris.[5]
- Die Geological Society of London ehrte ihn 1903 mit der Prestwich Medal.
- Er wurde zum Ehrendoktor mehrerer Universitäten ernannt, darunter Oxford, Cambridge, Edinburgh, Dublin und Würzburg.
- Von 1888 bis 1892 war er Präsident der Londoner Handelskammer.[6]

## Familie
Lubbock hatte drei Schwestern und acht Brüder. Von seinen Brüder, die alle wie er das Eaton College absolvierte, waren drei Alfred, Nevile und Edgar, die in der Cricketmannschaft von Kent spielten.
In erster Ehe heiratete er am 10. April 1856 Ellen Frances „Nelly“ Hordern († 1879), eine Tochter des Rev. Peter Hordern, anglikanischer Vikar von Chorlton-cum-Hardy. Mit ihr hatte er sechs Kinder:
- Hon. Amy Harriet Lubbock (1857–1929), ⚭ (1) 1877 Andrew Walter Mulholland, ⚭ (2) 1884 Ferdinand Suydam Van Zandt;[8]
- Hon. Constance Mary Lubbock († 1892), ⚭ 1882 Sydney Buxton, 1. Earl Buxton;
- Hon. Gertrude Lubbock († 1934);
- John Birkbeck Lubbock, 2. Baron Avebury (1858–1929);
- Hon. Norman Lubbock (1861–1926);
- Hon. Rolfe Arthur Lubbock (1865–1906).

Nach dem Tod seiner ersten Gattin heiratete er am 18. Mai 1884 in zweiter Ehe Alice Augusta Laurentia Lane Fox-Pitt (1862–1947), die Tochter von Augustus Pitt Rivers, mit der er seine Flitterwochen bis zum 13. Juni in Frankreich und der Schweiz verbrachte. Mit ihr hatte er fünf Kinder:
- Hon. Ursula Lubbock (1885–1959), ⚭ 1906 Adrian Grant-Duff;
- Hon. Irene Lubbock (1886–1961), ⚭ 1905 Sir Edward Henry Pelham;
- Hon. Harold Fox Pitt Lubbock (1888–⚔ 1918), ⚭ 1914 Hon. Dorothy Charlotte Forster, Tochter des Henry Forster, 1. Baron Forster; Eltern des John Lubbock, 3. Baron Avebury (1915–1971);
- Hon. Eric Fox Pitt Lubbock (1893–⚔ 1917);
- Hon. Maurice Fox Pitt Lubbock (1900–1957), ⚭ 1926 Hon. Mary Katherine Adelaide Stanley, Tochter des Arthur Stanley, 5. Baron Sheffield.

## Schriften (Auswahl)
- Monograph of the Collembola and Thysanura. The Ray Society, London 1873 (biodiversitylibrary.org).
- Prehistoric times, as illustrated by ancient remains and the manners and customs of modern savages. 1865 (deutsch, von Passow, Jena 1874, 2 Bände).
- The origin of civilization and the primitive condition of man. 1870 (deutsch,  Jena 1875).
- On the origin and metamorphoses of insects 1874 (deutsch, Jena 1876).
- On British Wild flowers considered in relation to insects 1875 (deutsch, Jena 1876).
- Relations between plants and insects. 1878.
- Addresses, political and educational. 1879.
- Scientific lectures. 1879.
- Ants, bees and wasps. 1882 (deutsch, Leipzig 1883).
- Fifty years of science. (1882)
- Flowers, fruits and leaves. 1886.
- The pleasures of life. 1887.
- A contribution to our knowledge of seedlings. Popular ed. Kegan Paul, Trench, Trübner, London 1896.
- On peace and happiness Macmillan, 1909.
- Staat und Stadt als Betriebsunternehmer. Carl Heymanns Verlag, Berlin 1909.
- Marriage, Totemism, and Religion. An Answer to  Critics. Longmans, Green & Co., London 1911.